# Edalorhina
Edalorhina is een geslacht van kikkers uit de familie fluitkikkers (Leptodactylidae) en de onderfamilie Leiuperinae. De groep werd voor het eerst wetenschappelijk beschreven door Jiménez de la Espada in 1871. Later werd de wetenschappelijke naam Bubonias gebruikt.
Er zijn twee soorten die voorkomen in Zuid-Amerika; Brazilië, Colombia, Ecuador en Peru.

## Taxonomie
Geslacht Edalorhina
- Soort Edalorhina nasuta
- Soort Edalorhina perezi

Onderfamilie Leiuperinae

Edalorhina · Engystomops · Physalaemus · Pleurodema ·  Pseudopaludicola

Onderfamilie Leptodactylinae

Adenomera · Hydrolaetare · Leptodactylus · Lithodytes

Onderfamilie Paratelmatobiinae

Crossodactylodes · Paratelmatobius · Rupirana · Scythrophrys